# オンリー・ゴッド
『オンリー・ゴッド』（Only God Forgives）は、ニコラス・ウィンディング・レフン監督・脚本、ライアン・ゴズリング出演の2013年のフランス・デンマーク合作のクライム・スリラー映画である。撮影はタイのバンコクで行われ、またアレハンドロ・ホドロフスキーに捧げられている。第66回カンヌ国際映画祭ではコンペティション部門に出品されてパルム・ドールを争ったが、受賞は逃した。アメリカ合衆国では2013年7月19日より公開された。

## 物語
バンコクに住むアメリカ人のジュリアン（ライアン・ゴズリング）は、表向きはムエタイジムの経営者であったが、裏では家族と共に麻薬密輸組織を運営していた。ある日彼は、殺された兄弟の仇討ちを母であり組織の首領であるクリスタル（クリスティン・スコット・トーマス）から命じられる。

## キャスト
ジュリアン
演 - ライアン・ゴズリング、日本語吹替 - 内田夕夜
バンコクに住むアメリカ人で、「裏社会で尊敬される男」。本業は麻薬の密売だが、表の稼業として兄ビリーと共にムエタイジムを経営しており、自らもムエタイのトレーニングを積んでいる。
性格は寡黙で、あまり感情を表さず、ときおり幻覚に襲われている。また、しばしば両手を見つめる、他人に両手を縛らせるといった行動を取る。クリスタルの口からは、過去に父親を素手で撲殺したことが語られる。
クリスタルに命じられてチャンを追い、素手で決闘を挑むが、圧倒的な力の前に敗れる。そののちクリスタルも殺され、ラストシーンでは再びチャンと対峙するが、二度目の戦いは挑まず、あることをチャンに委ねる。
当初演者に予定されていたルーク・エヴァンズが『ホビット 思いがけない冒険』とのスケジュール競合により降板すると、2011年6月にゴズリングに話が持ちかけられた。ゴズリングは同年9月までに役作りのためムエタイを習い、1日に2〜3時間のセッションを行った。トレーニングにはレフンも参加した。ゴズリングとレフンは『ドライヴ』（2011年）でも協働していた。
クリスタル
演 - クリスティン・スコット・トーマス、日本語吹替 - 宮寺智子
ジュリアンとビリーの母親で、「無慈悲で恐ろしいマフィアの教母」。ビリーの死の報せを受けてアメリカから駆け付ける。ビリーには強い愛情を持っているが、ジュリアンには憎悪の混じった複雑な感情を抱いている。
兄の仇討ちに積極的でないジュリアンを責め立て、自らも刺客を使ってチャンを狙うが、刺客を返り討ちにされ、ジュリアンが叩きのめされるのを目の当たりにする。自らが襲撃の黒幕であることも知られ、アメリカへ逃げ帰ろうとした矢先に、チャンの訪問を受け殺される。
演じたスコット・トーマスは、2011年5月にキャストに加わった。
チャン
演 - ヴィタヤ・パンスリンガム、日本語吹替 - 仲野裕
壮年の元警官。現役を退いた一般人だが、制服警官を従えて私的に犯罪者を処刑する異常な権限を持つ。
娼婦を惨殺したビリーをその父親に殺させたことで、クリスタルに刺客を差し向けられるが、その襲撃を退け、ジュリアンを圧倒し、最後にはクリスタルを追い詰めて殺す。
常軌を逸した暴力性を持つ人物で、敵対するものは殺すか徹底的に痛め付け、情報を得るためには凄惨な拷問を行う。ビリーに殺された娼婦の父親をすら、「親の務めを怠った」としてリンチに掛け、片腕を切り落としている。
刀の扱いに長けるほか、ムエタイの技も使いこなし、素手で挑んだジュリアンを一蹴するなど、絶対的な力を振るう。
ビリー
演 - トム・バーク、日本語吹替 - 中尾一貴
ジュリアンの兄。ジュリアンと共にムエタイジムを経営し、裏では麻薬密売を行う。荒んだ人格の持ち主。
16歳の娼婦をレイプして殺したことで、チャンによって間接的に処刑される。
マイ
演 - ラータ・ポーガム（ヤーヤーイン）、日本語吹替 - 優希
ジュリアンの馴染みの娼婦。
ゴードン
演 - ゴードン・ブラウン、日本語吹替 - 加藤清司

## 製作
レフンは「全編極東が舞台で、現代のカウボーイヒーローが登場する西部劇風スリラーのアイデアを最初から持っていた」と述べている。彼は当初『ヴァルハラ・ライジング』（2009年）の後に本作を監督する意向であったが、ゴズリングの要望により『ドライヴ』を代わりに監督することとなった。ゴズリングは本作の脚本について「私がこれまでに読んだものの中でも最も奇妙」と説明した。本作は『ドライヴ』と同様ほぼ時系列順に撮影され、また撮られた映像の多くはその日のうちに編集された。
2012年の第65回カンヌ国際映画祭で一部映像が上映された。レフンは『Only God Forgives』と『ドライヴ』の繋がりを描き、「（『Only God Forgives』は）どても言語的な繋がりがある」「リアルな感情に基づいているが、誇張された現実が舞台だ。それはおとぎ話だ」と述べた。
2013年4月3日に「レッド・バンド」予告編が公開された。
この作品撮影中の様子は、レフンの妻であるリヴ・コーフィックセンによって撮影され、ドキュメンタリー映画『マイ・ライフ・ディレクテッド・バイ・ニコラス・ウィンディング・レフン』として公開された。

## 評価
第66回カンヌ国際映画祭のプレス上映において、スタンディングオベーションを受ける一方、ブーイングも飛び交うなど、激しく賛否が分かれた。
映画レビューサイトRotten Tomatoesでは、否定派が優勢となった。149件のレビューがあり、批評家支持率は40％、平均点は10点中5.1点となった。否定派は過激な暴力描写に嫌悪感を抱いたが、肯定派はその暴力描写の中にある種の美しさを見出している。しかし、主人公の母親を演じたクリスティン・スコット・トーマスの演技に関しては多くの批評家が高く評価している。
また、6月5日から6月16日にかけて開催された第60回シドニー映画祭において、グランプリを受賞した。